# Hall Thompson Reef
Hall Thompson Reef är ett rev på Stora barriärrevet i Australien.   Det ligger 45 km öster om Innisfail i delstaten Queensland.